# Tubaro
 (juillet 2021).
Tubaro est un site de vidéos en espéranto et à propos de cette langue. Beaucoup de robots travaillent sur Tubaro pour obtenir ces vidéos et les afficher sur la page d'accueil. Pour le moment[Quand ?], Tubaro ne supporte que YouTube comme source de vidéos.